# HEPA filtr

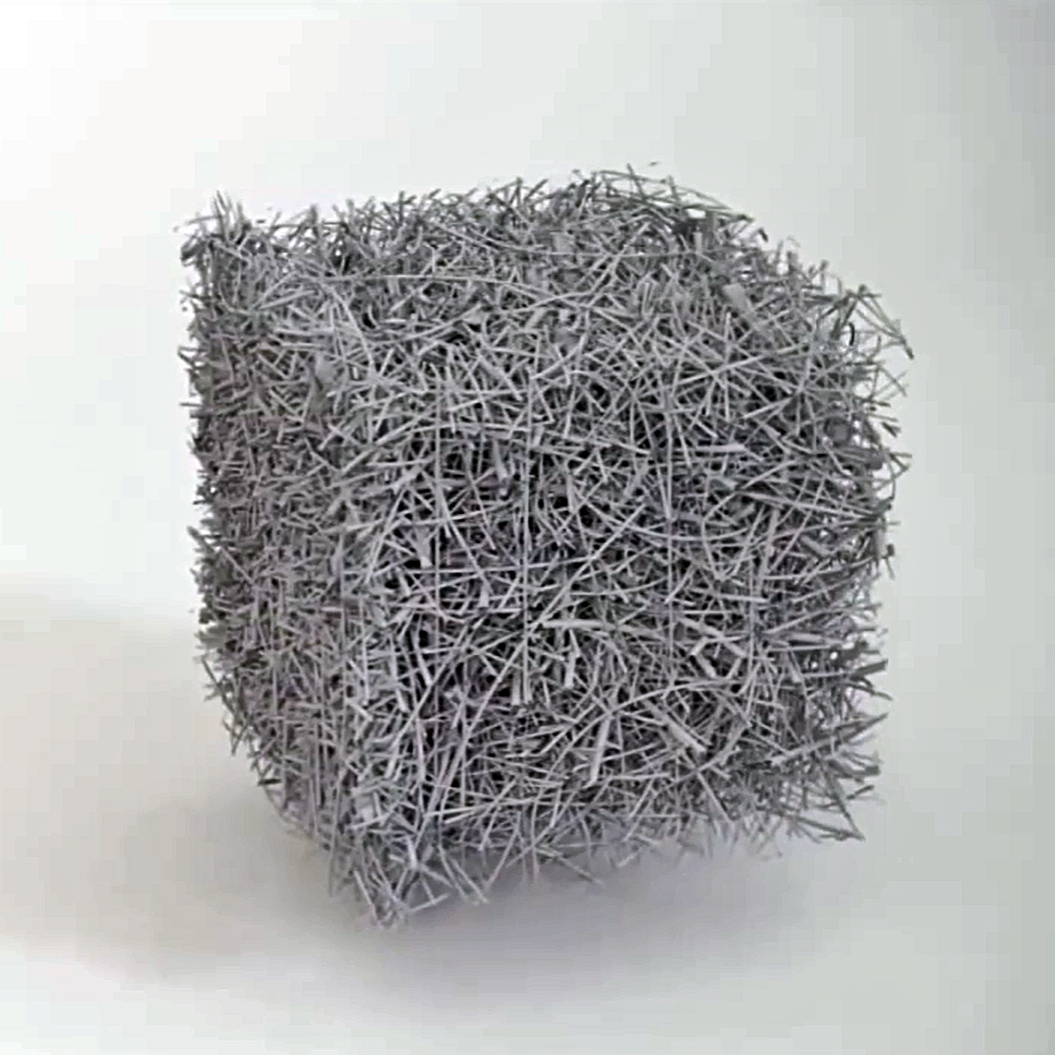
HEPA filtr

HEPA filtr je typ filtru vzduchu. HEPA je zkratkou z prvních písmen slov „high efficiency particulate arrestance“ („zachytávání mikročástic s vysokou účinností“).
Tento typ vzduchového filtru je schopen ze vzduchu s minimálně 99,97% účinností odstranit částice o velikosti 300 nanometrů (částice této velikosti jsou pro HEPA filtry nejobtížněji filtrovatelné). Větší částice jsou filtrovány s ještě vyšší účinností.

## Konstrukce
HEPA filtr je jakýsi „chomáč“ náhodně uspořádaných vláken. Podstatnými parametry jsou šířka těchto vláken, jejich vzájemná vzdálenost a tloušťka celého filtru.

## Použití
HEPA filtr byl používán při projektu Manhattan, aby se zabránilo kontaminaci vzduchu radioaktivními látkami. Kromě jaderné energetiky se HEPA filtr v současné době často používá ve vysavačích jako výstupní prachový filtr, schopný zachytit mikroskopické částečky prachu a alergeny. Filtr najdeme také ve většině moderních čističek vzduchu. Dále filtr nalézá své využití ve zdravotnictví, farmacii – při přípravě sterilních lékových forem jako jsou infuze, injekce, oční kapky a přípravě cytostatik, výzkumu (např. součást filtrační jednotky flowboxů) a při výrobě mikroprocesorů.